# IC 4541
IC 4541 ist eine Spiralgalaxie vom Hubble-Typ Sb im Sternbild Apus am Südsternhimmel. Sie ist schätzungsweise 196 Millionen Lichtjahre von der Milchstraße entfernt.
Das Objekt wurde am 19. Juli 1900 von DeLisle Stewart entdeckt.